# 마이클 도네거

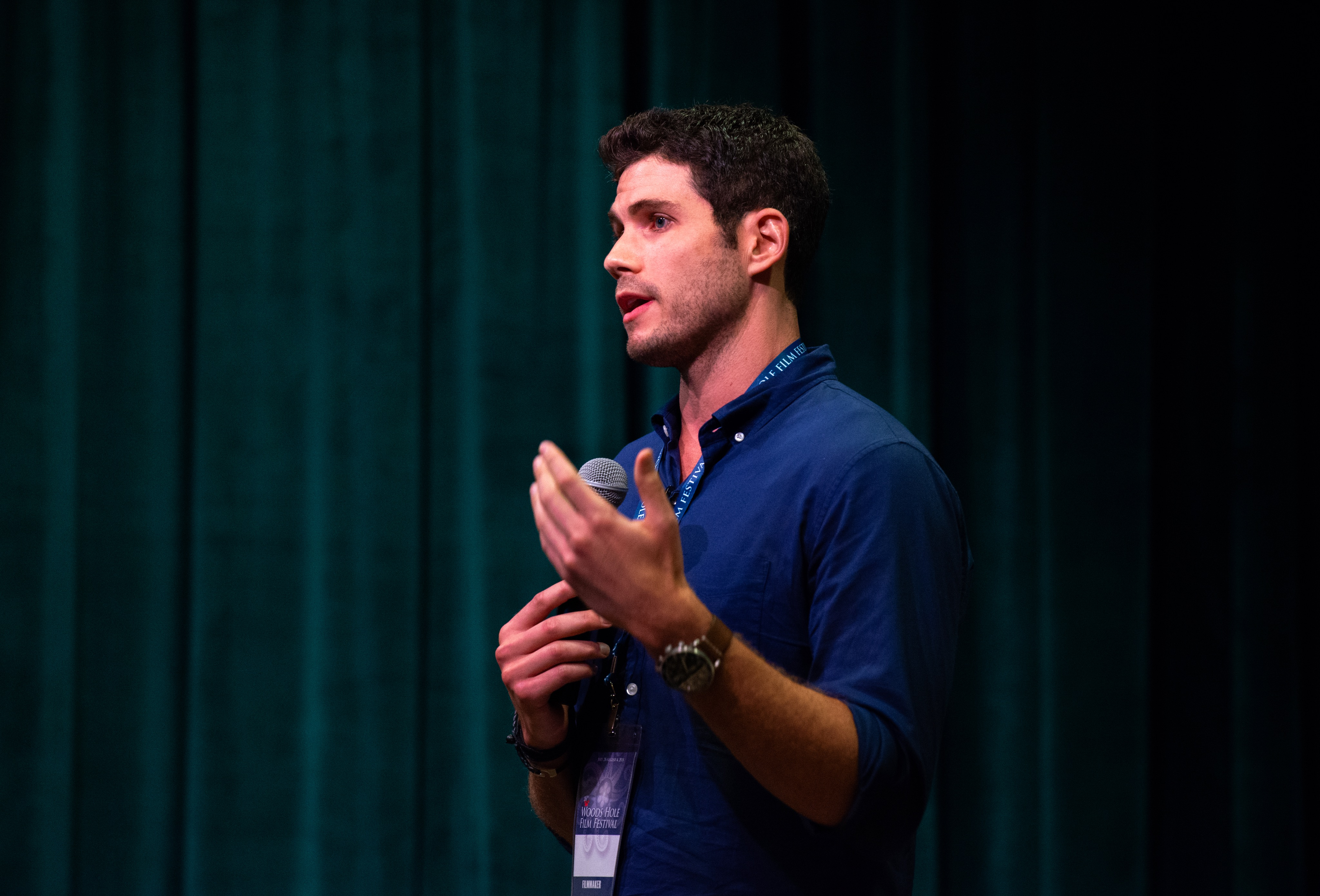

마이클 도네거(Michael Doneger, 1986년 7월 21일 ~ )는 영화배우, 영화 감독이다.
미국에서 태어났다.

## 영화
- 아메리칸에스코트걸 (2015년) - 미치 역
- 디스 씽 위드 사라 (2013년)
- 포 독스 (2013년)
- 비트윈 어스 (2012년)
- 클로징 타임 (2010년)
- 듀드, 아임 무빙 아웃 (2009년)